# Бег на 110 метров с барьерами
Бег 110 метров с барьерами — спортивная дисциплина, относящаяся к мужским спринтерским дистанциям беговой легкоатлетической программы. Требует от спортсменов спринтерских качеств, специальной скоростной выносливости и владения техникой преодоления барьеров. Проводится только в летнем сезоне на дорожке 400 метров. Является олимпийской дисциплиной лёгкой атлетики для мужчин с 1896 года.

## Правила и техника
Спортсмены в беге на 110 метров с барьерами принимают старт с низкой позиции из стартовых колодок. Высота барьера для мужчин 1,067 м. На дистанции расставлено 10 барьеров, расстояние между которыми 9,14 м.
Для достижения высоких результатов важны и чисто спринтерские данные. Как правило, расстояние между барьерами спортсмены высокого класса преодолевают за три шага. Оптимальным считается прохождение барьеров так, чтобы не задевать их, и при этом не снижать скорости. В отличие от бега на 400 метров с барьерами гораздо важнее выдерживать ритм шагов.

## История
Как отдельный вид дисциплина начала культивироваться в Англии с середины XIX-го века. Первые исторические источники упоминают проведение соревнований в коротком барьерном беге Англии Впервые в программу Олимпийских игр короткий барьерный спринт у мужчин был включен в 1896 году.
Первоначально ошибкой считалось допустить падение барьера при преодолении препятствия. Однако позже обнаружилось, что задевание барьера само по себе замедляет спортсмена и это правило отменили.
В период с 1900 по 1970-е годы в этой дисциплине безраздельно господствовали спортсмены США. Так с 1896 по 1972 год они только один раз проигрывали Олимпийские игры. В настоящее время сильнейшие атлеты в этой дисциплине — это спортсмены США, Кубы, Китая, России.

## Действующие рекорды
| Рекорд  | Время       | Спортсмен | Страна        | Дата           | Место           |                    |
| ------- | ----------- | --------- | ------------- | -------------- | --------------- | ------------------ |
| Мужчины | Мировой     | 12,80 с   | Арис Мерритт  | США            | 7 сентября 2012 | Брюссель, Бельгия  |
| Мужчины | Олимпийский | 12,91 с   | Лю Сян        | Китай          | 27 августа 2004 | Афины, Греция      |
| Мужчины | Европейский | 12,91 с   | Колин Джексон | Великобритания | 20 августа 1993 | Штутгарт, Германия |

## Известнейшие атлеты на этой дистанции
- Ли Кэлхоун (США)
- Грег Фостер (США)
- Роджер Кингдом (США)
- Колин Джексон (Великобритания)
- Аллен Джонсон (США)
- Терренс Трэммелл (США)
- Лю Сян (Китай)
- Дайрон Роблес (Куба)
- Сергей Шубенков (Россия)